# أليس ليفيك
أليس ليفيك (بالفرنسية: Alice Lévêque) مواليد 9 مايو 1989 في ميلوز، هي لاعبة كرة يد فرنسية تلعب كظهير أيسر. مثلت منتخب فرنسا لكرة اليد للسيدات.

## سجل المنافسة
شاركت في البطولات التالية:
- بطولة العالم لكرة اليد للسيدات 2013
- بطولة العالم لكرة اليد للسيدات 2015
- بطولة أوروبا لكرة اليد للسيدات 2014

## روابط خارجية
- أليس ليفيك على موقع الاتحاد الأوروبي لكرة اليد (الإنجليزية)